# Cynorta formosa
Cynorta formosa is een hooiwagen uit de familie Cosmetidae.